# Cryptophlebia amblyopa
Cryptophlebia amblyopa är en fjärilsart som beskrevs av Clarke 1976. Cryptophlebia amblyopa ingår i släktet Cryptophlebia och familjen vecklare. Inga underarter finns listade i Catalogue of Life.